# Våtsjön (Södra Finnskoga socken, Värmland)
Våtsjön är en sjö i Torsby kommun i Värmland och ingår i Göta älvs huvudavrinningsområde. Sjön är 18,9 meter djup, har en yta på 1,32 kvadratkilometer och befinner sig 373 meter över havet. Vid provfiske har abborre och gädda fångats i sjön.

## Delavrinningsområde
Våtsjön ingår i det delavrinningsområde (671946-133430) som SMHI kallar för Utloppet av Våtsjön. Medelhöjden är 425 meter över havet och ytan är 22,92 kvadratkilometer. Det finns inga avrinningsområden uppströms utan avrinningsområdet är högsta punkten. Våtsjöån som avvattnar avrinningsområdet har biflödesordning 4, vilket innebär att vattnet flödar genom totalt 4 vattendrag innan det når havet efter 415 kilometer. Avrinningsområdet består mestadels av skog (82 procent). Avrinningsområdet har 2,02 kvadratkilometer vattenytor vilket ger det en sjöprocent på 8,8 procent.